# Oliver Gratzer
Oliver Gratzer (* 27. Juni 1974 in Steyr, Oberösterreich) ist ein österreichischer Strongman und Fotograf. Gratzer ist Inhaber einiger Weltrekorde.

## Leben
Nach einer Lehre als Koch entwickelte Oliver Gratzer bereits in jungen Jahren eine Vorliebe für Kraftsport und konnte Anfang der 1990er-Jahre mehrere Landes- und Staatsmeisterschaften im Kraftdreikampf gewinnen oder Podestplätze belegen. 1998 nahm er über die Einladung von Otto Wanz am „AUSTRIAN GIANT“ teil, bei dem der stärkste Mann Österreichs gesucht wurde, und erreichte letztendlich auf Anhieb als bester Rookie den 3. Platz.
Nach zehn erfolgreichen Jahren im internationalen Strongmansport wurde Gratzer ab 2008 in zahlreichen Fernsehshows mit spektakulären Auftritten einem breiten Publikum bekannt. So ließ er 2008 und 2016 die ZDF-Moderatorin Dunja Hayali von einem 70 m hohen Kran Bungy springen, wobei er das Seil nur mit der bloßen Kraft seiner Hände hielt und sich einen Eintrag im Guinness-Buch der Rekorde sicherte. 2009 und 2013 landete der Fernsehkoch Johann Lafer mit seinem Helikopter auf Oliver Gratzer, der dabei einem Gewicht von über 650 kg auf seinen Schultern standhielt.
Bis heute hat Oliver Gratzer 7 Weltrekorde für Guinness World Records und Record Holders Republic aufgestellt. In der Oliver-Geissen-Show stellte Gratzer 2008 im Backofenwerfen einen neuen Weltrekord auf. 2011 hat Gratzer Andre Rieu mit seinen 50 Musikern in einem Autobus 20 Meter weit gezogen und vier Waschmaschinen mit einem Gesamtgewicht von 380 Kilogramm 20 Meter weit getragen. Gratzer hatte zahlreiche Gastauftritte als Strongman unter anderem im ZDF-Fernsehgarten oder in der ORF-Fernsehsendung Tom Turbo von Thomas Brezina.
Seit 2010 beschäftigt sich Oliver Gratzer intensiv mit der Fotografie. Von 2012 bis 2015 hat er an der Prager Fotoschule eine fotografische Ausbildung absolviert und ist seitdem als selbständiger Fotograf tätig.

## Erfolge
- 2008: Guinness World Record im E-Herde weitwerfen in Köln (record for the most domestic appliances in one minute, Köln, 13. September 2008)
- 2009: ZDF-Fernsehgarten: Johann Lafer landet mit seinem Helikopter auf Oliver Gratzer. ZDF-Fernsehgarten: Oliver Gratzer hält die ZDF-Moderatorin Dunja Hajaly während ihres Bungeesprunges mit bloßen Händen am Bungeeseil fest. ZDF-Fernsehgarten: Oliver Gratzer und 3 weitere Strongman hindern ein Flugzeug (Antonov) am Starten und überwinden so 1575 kg Zugkraft.
- 2010: Guinness World Record im E-Herde-Weitwurf in Rom (record for the most domestic appliances in one minute, Rom, 18. März 2010)
- 2012: Februar bis Mai: „das Frühlingsfest der Überraschungen“, die große Europatournee, 50 Tage/50 Städte/4 Länder. Oliver Gratzer ist mit einer Strongmanshow fix im Showprogramm dabei. Oliver Gratzer und 4 weitere Strongman stapeln beim ZDF-Fernsehgarten aus 55 Waschmaschinen eine Pyramide.
- 2013: Johann Lafer landet mit seinem Helikopter auf Oliver Gratzer
- 2015: Weltrekordversuch: Oliver Gratzer versucht auf einer Pistenraupe sitzend 50 Skifahrer mit bloßer Handkraft als menschlicher Skilift die Piste raufzuziehen. (15. Jänner 2015, Sulden/Südtirol)
- 2016: Weltrekord: Halten einer Bungy-Springerin (the highest bungee jump restrained with the hands, ZDF-Fernsehgarten, 3. Juli 2016)
- 2017: Weltrekord im Auto umschmeissen (the fastest time to flip 10 cars on their roofs by a team in 36,84 s, ZDF-Fernsehgarten, 3. September 2017 )